# 佐藤佐藤治
佐藤 佐藤治（さとう さとうじ、1901年（明治34年）1月8日 - 1965年（昭和40年）1月20日）は、大正・昭和期の農民運動家。

## 略歴
1901年（明治34年）、新潟県生まれ。
1925年（大正14年）、木崎村小作争議で検挙される。共産党に入党し、1928年（昭和3年）、三・一五事件で検挙される。
戦後、日本共産党に入党。農地解放闘争を指導し、党中央委員に選出されたものの、1950年（昭和25年）ダグラス・マッカーサーによって追放された。1965年（昭和40年）、64歳で死去。実弟の和藤治も日農青年部長として木崎村争議に関わり、後に共産党へ入党している。 
1959年に実施された第5回参議院議員通常選挙において新潟県選挙区から共産党公認候補として立候補したが、最下位で落選している。

## 関連文献
- 山岸一章『発掘木崎争議』（新日本出版社,1989）